# Aeroportul Internațional Palermo
Aeroportul Internațional Palermo (cod IATA: PMO, cod ICAO: LICJ) este cel mai mare aeroport din Sicilia, situat în localitatea Punta Raisi, 32 km de la Palermo, capitala insulei. Aeroportul este câteodată cunoscut ca Aeroportul Falcone-Borsellino sau Aeroportul Punta Raisi.

## Falcone-Borsellino
Aeroportul a fost numit Falcone-Borsellino în memoria celor doi judecători anti-mafia Giovanni Falcone și Paolo Borsellino care au fost uciși de mafie în anii 1990. Astăzi, există o placă comemorativă (diametru: 1,90 m) cu portretele lor care poate fi găsită lângă ieșirea principală a holului de plecări. Această placă este pusă într-un mozaic cu harta Siciliei, și a fost sculptată de Tommaso Geraci. În jurul plăcii scrie Giovanni Falcone – Paolo Borsellino – Gli Altri – L'orgoglio della Nuova Sicilia (Giovanni Falcone – Paolo Borsellino – Toți ceilalți – Mândria Noii Sicilii).

## Linii aeriene

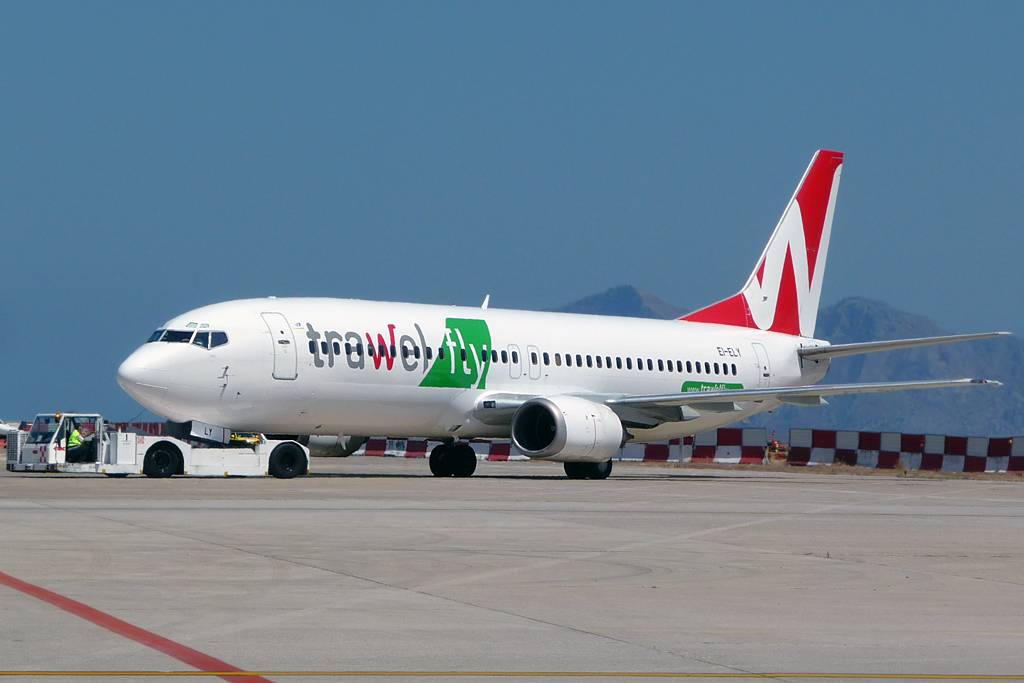
Charter

Următoarele linii aeriene servesc Aeroportul Internațional Palermo:
- Air Malta
- Ryanair